# Guillaume de Villaret
Guillaume de Villaret (zm. w 1307 w Limassol) – 24 wielki mistrz zakonu joannitów w latach 1296–1305.